# Maarten van Heemskerck
Maarten van Heemskerck (Heemskerk, 1498-Haarlem, 1 de octubre de 1574) fue un pintor neerlandés, retratista y pintor de asuntos religiosos, famoso por los numerosos dibujos que proporcionó para ser grabados, incluidas sus imaginarias reconstrucciones de las Siete Maravillas del Mundo, divulgadas por la estampa.
Su estilo juvenil se enmarcó en un manierismo «de segunda mano», aprendido mediante fuentes indirectas, como hicieron todos los artistas europeos que no podían viajar a Italia. Por ello, cuando viajó a Roma, su arte experimentó un vuelco, si bien se mantuvo fiel a una estética sofisticada y muy ornamental. 
En Roma, Heemskerck estudió las estatuas antiguas que ya entonces se estaban excavando y reuniendo en palacios de eclesiásticos y nobles. Sus bocetos de la basílica de San Pedro son muy valiosos, ya que la muestran en obras, antes de la gran remodelación de Bernini.
Al volver a Haarlem, Heemskerck influyó de manera determinante en los artistas de la zona. Su aportación al arte del grabado fue enorme, pero solo como diseñador, ya que él no grababa las planchas. Destaca una serie sobre Los triunfos del César Carlos (Carlos I de España), presumiblemente encargada por Felipe II y grabada por Dirck V. Coornhert. Un lote incompleto de ella (ocho hojas) se custodia en la Biblioteca Nacional de España en Madrid. Diseñó otras series sobre relatos del Antiguo Testamento, como la de Joash y la reina Athalia, grabada por Harmen J. Muller.
Es famoso su Autorretrato ante el Coliseo del Museo Fitzwilliam de Cambridge (Reino Unido), si bien no lo pintó en Roma, sino de vuelta en su país, basándose en bocetos tomados años antes.
De Heemskerck hay un retrato de una dama hilando en el Museo Thyssen-Bornemisza de Madrid. Guarda relación con el Retrato de Anna Codde del Rijksmuseum de Ámsterdam.

## Galería de obras

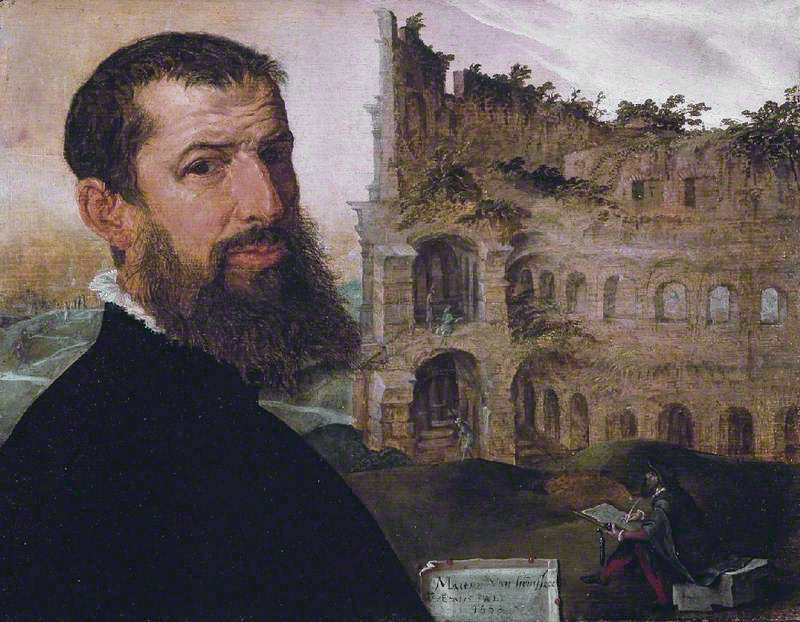
Autorretrato ante el Coliseo (Museo Fitzwilliam de Cambridge)
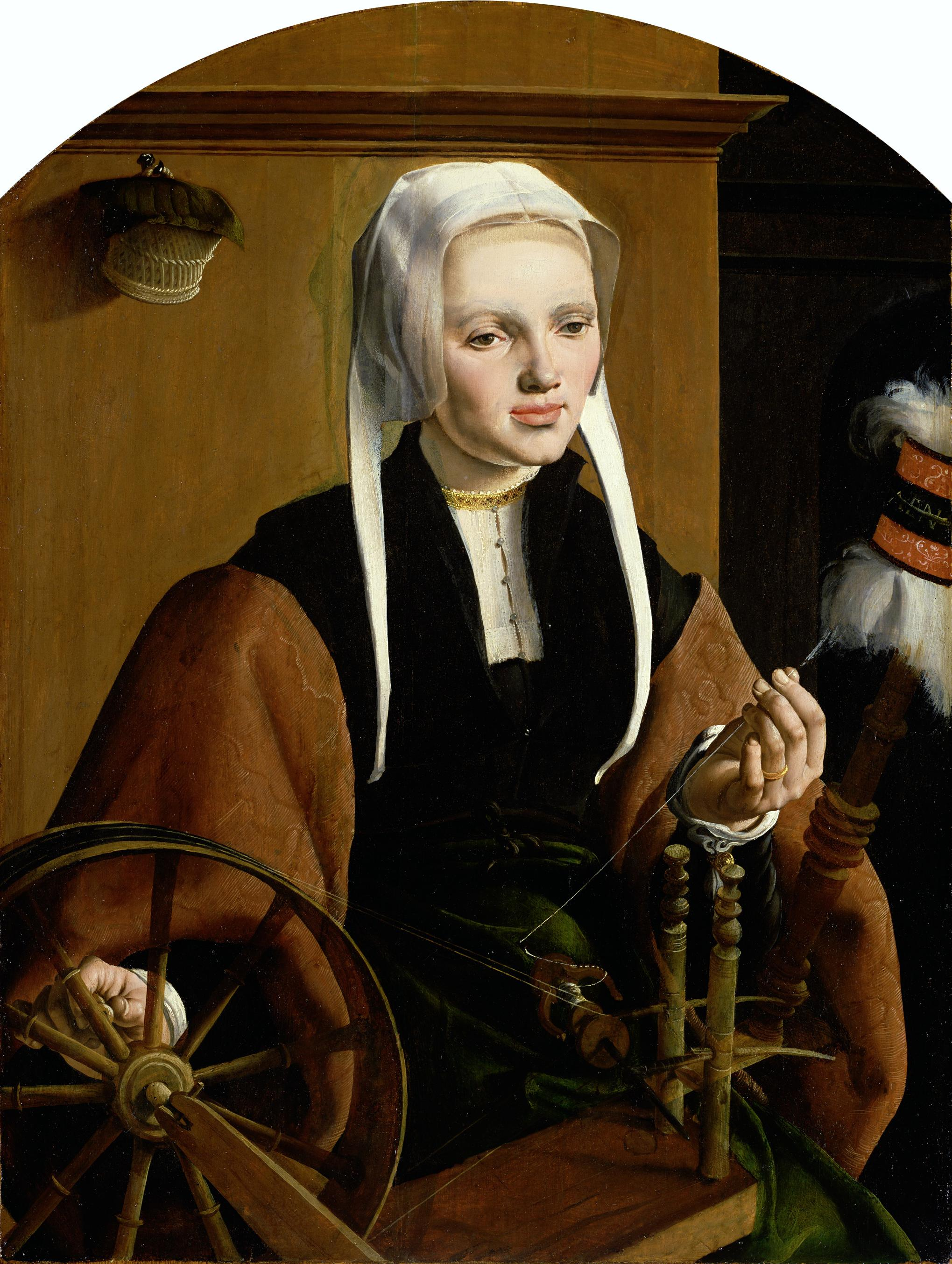
Retrato de Anna Codde (Rijksmuseum de Ámsterdam)
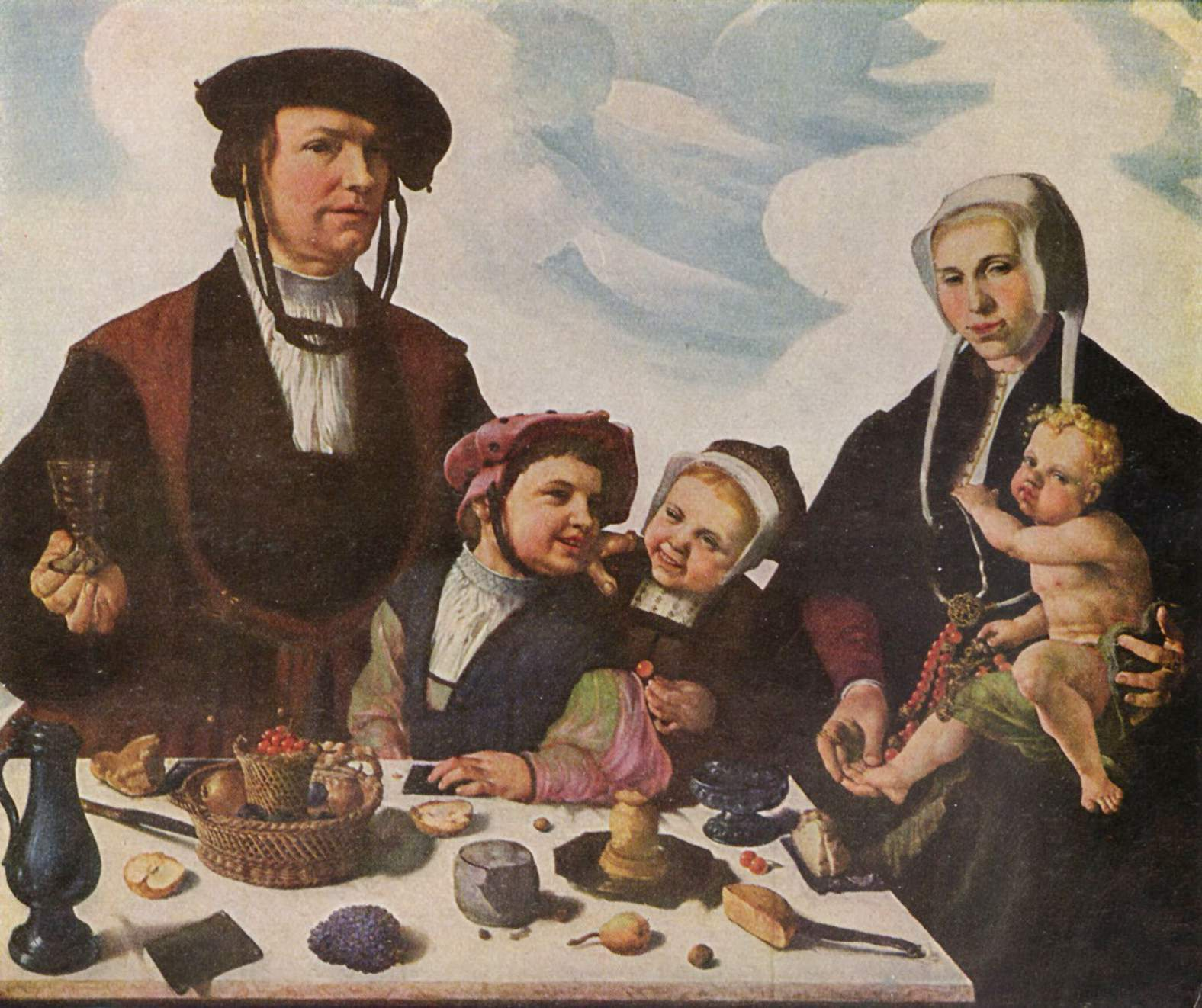
Retrato de una familia (Museo de Kassel)
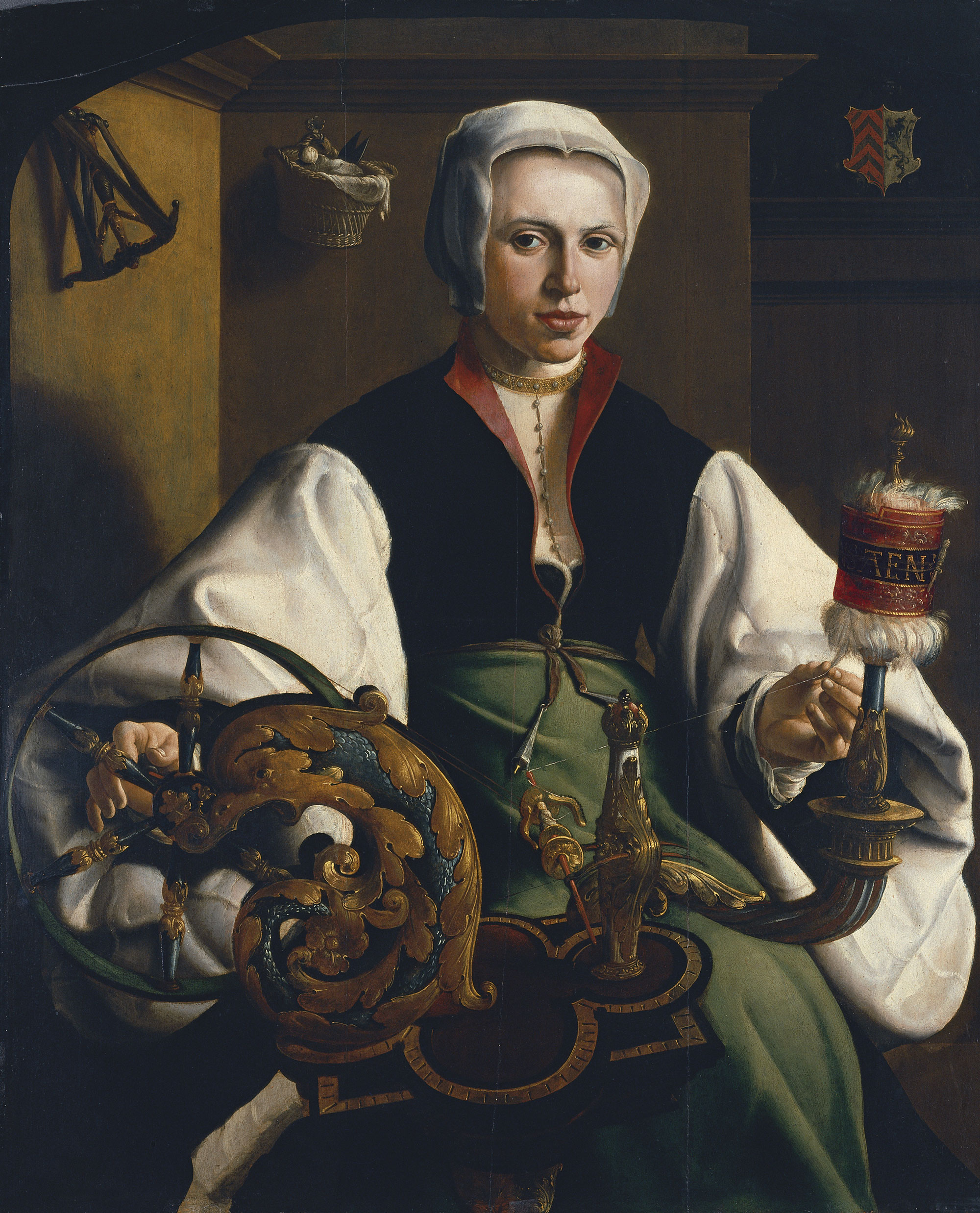
Retrato de una dama hilando (Museo Thyssen-Bornemisza de Madrid)
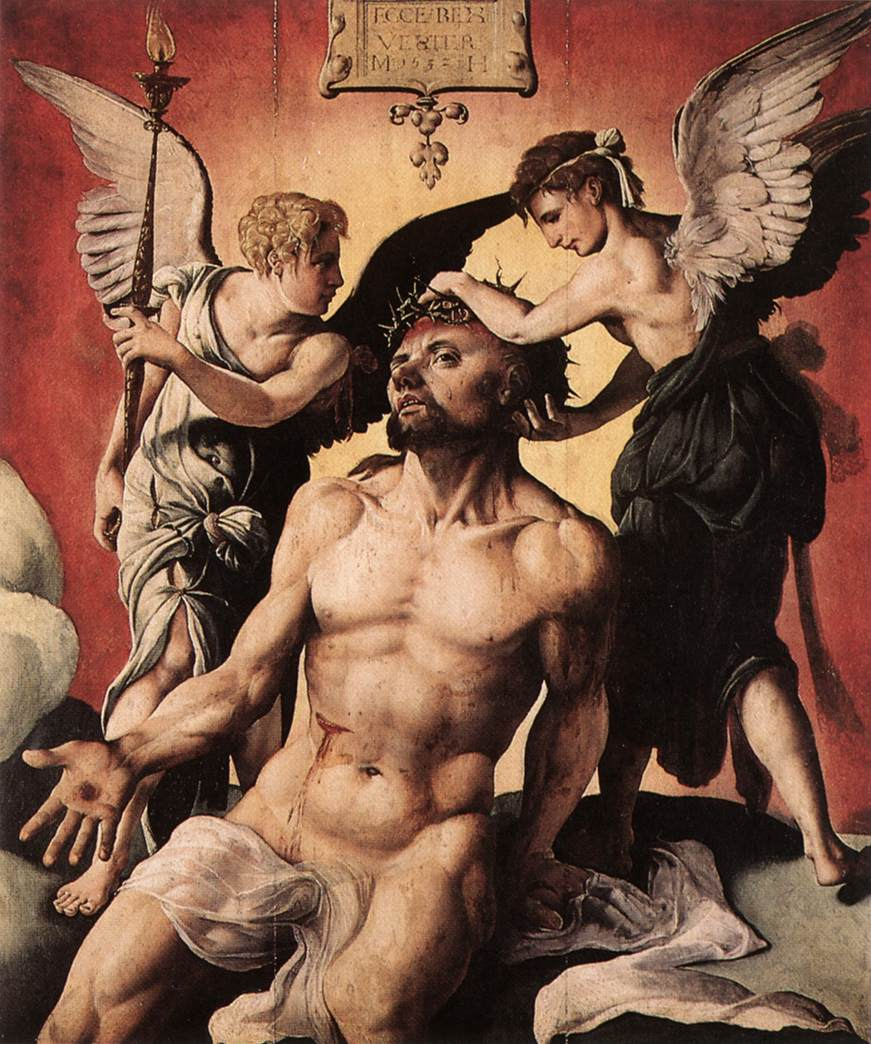
Cristo varón de dolores (Museo de Gante)
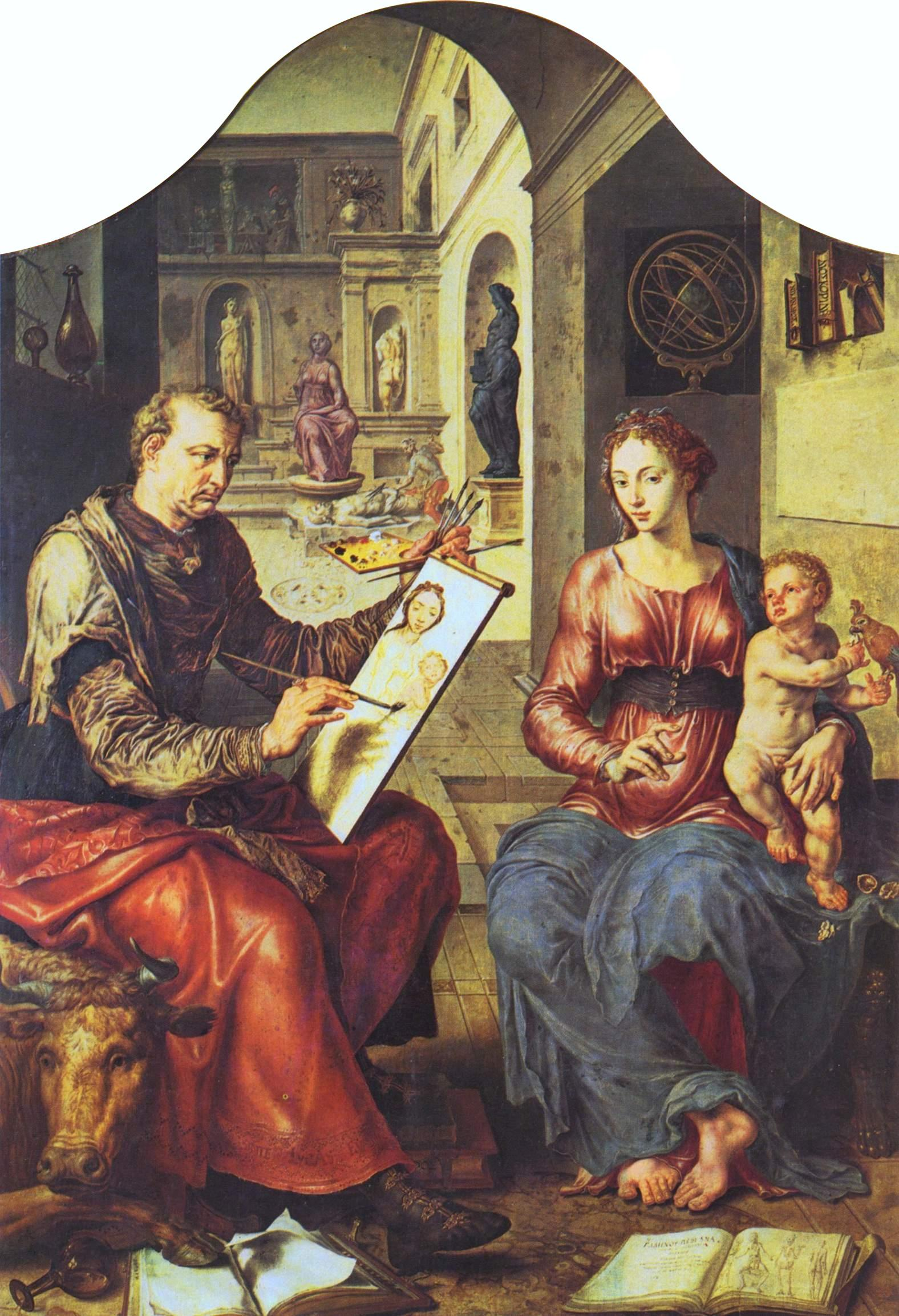
San Lucas pintando a la Virgen (Museo Frans Hals de Haarlem)

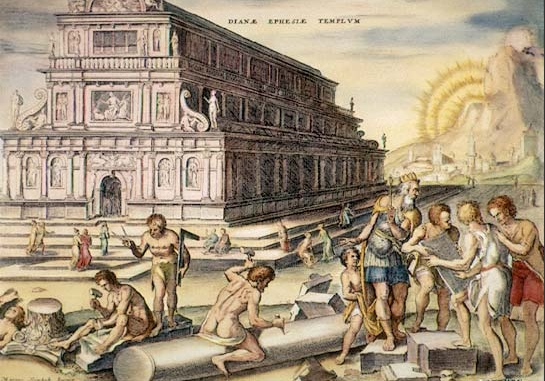
El templo de Artemisa, en un grabado diseñado por Heemskerck
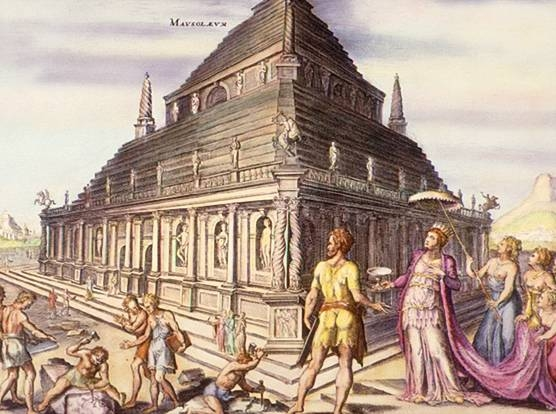
El mausoleo de Halicarnaso, grabado
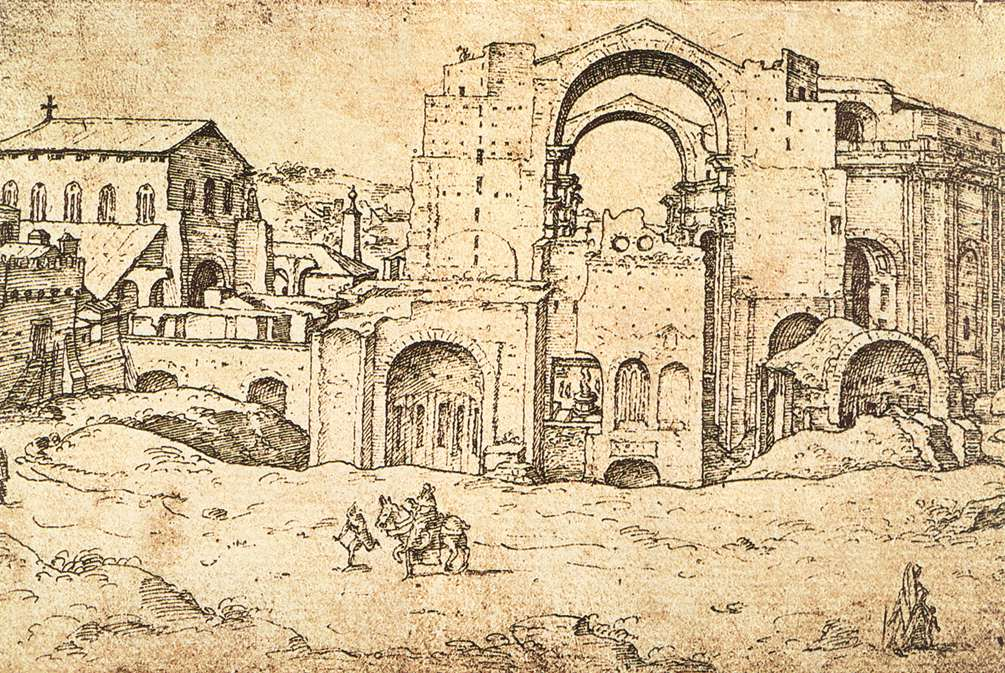
La basílica de San Pedro del Vaticano, en construcción (dibujo)